# Ormosia opifex
Ormosia opifex är en tvåvingeart som beskrevs av Alexander 1943. Ormosia opifex ingår i släktet Ormosia och familjen småharkrankar. Inga underarter finns listade i Catalogue of Life.